# (6182) Katygord
(6182) Katygord est un astéroïde de la ceinture principale.

## Description
(6182) Katygord est un astéroïde de la ceinture principale. Il fut découvert le 21 septembre 1987 à la station Anderson Mesa par Edward L. G. Bowell. Il présente une orbite caractérisée par un demi-grand axe de 2,25 UA, une excentricité de 0,23 et une inclinaison de 4,8° par rapport à l'écliptique.

## Compléments